# 政府代表
政府代表（せいふだいひょう）とは、一国の政府を代表して職務を行う役職。

## 概要
日本においては、政府代表は、日本国政府を代表して、特定の目的をもって外国政府と交渉し、又は国際会議若しくは国際機関に参加し、若しくはこれにおいて行動する権限を付与された者をいい、特別職の国家公務員かつ外務公務員である。
なお、類似の制度に全権委員があるが、政府代表は全権委員とは異なり条約に署名調印する権限は有していない。
日本においては、外務大臣の申し出により、内閣が任命する。
国会議員から任命することもできる。1958年4月17日までは国会議員から任命する場合においては、両議院一致の議決を得なければならないと規定されていた。

## 特別法による政府代表
かつては、特別法により、沖縄復帰や国際博覧会について、以下の政府代表が設けられたことがある。沖縄復帰のための準備委員会への日本国政府代表と万博政府代表は特別職の国家公務員かつ外務公務員とされた。
沖縄島那覇に駐在する諮問委員会の委員となる日本国政府代表
法律：沖縄島那覇に駐在する諮問委員会の委員となる日本国政府代表の設置に関する暫定措置法
任務：諮問委員会の目的を達成するため処理すべき事項に関し、日本国政府を代表し、諮問委員会の委員として職務を行なうこと
沖縄復帰のための準備委員会への日本国政府代表
法律：沖縄復帰のための準備委員会への日本国政府代表に関する臨時措置法
任務：日本国政府を代表し、沖縄復帰準備委員会を通じて行なう沖縄の復帰準備に関し必要な事項につき、在沖縄アメリカ合衆国政府機関との協議に当たることを任務とする代表事務所の事務を掌理すること
日本万国博覧会政府代表
法律：日本万国博覧会政府代表の設置に関する臨時措置法
任務：日本万国博覧会に関し、国際博覧会条約の定めるところにより、日本国政府を代表し、その約束の履行を保障すること
沖縄国際海洋博覧会政府代表
法律：沖縄国際海洋博覧会政府代表の設置に関する臨時措置法
任務：沖縄国際海洋博覧会に関し、国際博覧会条約の定めるところにより、日本国政府を代表し、その約束の履行を保障すること
国際科学技術博覧会政府代表
法律：国際科学技術博覧会政府代表の設置に関する臨時措置法
任務：国際科学技術博覧会に関する事項について、国際博覧会条約の定めるところにより日本国政府を代表すること
国際花と緑の博覧会政府代表
法律：国際花と緑の博覧会政府代表の設置に関する臨時措置法
任務：国際花と緑の博覧会に関する事項について、国際博覧会条約の定めるところにより日本国政府を代表すること
二千五年日本国際博覧会政府代表
法律：二千五年日本国際博覧会政府代表の設置に関する臨時措置法
任務：二千五年日本国際博覧会に関する事項について、国際博覧会条約の定めるところにより、日本国政府を代表すること
二千二十五年日本国際博覧会政府代表
法律：二千二十五年日本国際博覧会政府代表の設置に関する臨時措置法
任務：二千二十五年日本国際博覧会に関する事項について、国際博覧会条約の定めるところにより、日本国政府を代表すること